# جيف بوروز
جيف بوروز (بالإنجليزية: Jeff Burroughs)‏ هو لاعب كرة قاعدة أمريكي، ولد في 7 مارس 1951 في لونغ بيتش في الولايات المتحدة.

## وصلات خارجية
- جيف بوروز على موقعبيزبول رفرنس.كوم (الدوري الرئيسي) (الإنجليزية)
- جيف بوروز على موقعبيزبول رفرنس.كوم (الدوري الثانوي) (الإنجليزية)
- جيف بوروز على موقع مشجعي الرسوم البيانية (الإنجليزية)